# Vinton (Wirginia)
Vinton – miasto w Stanach Zjednoczonych, w stanie Wirginia, w hrabstwie Roanoke.